# ExoMars
ExoMars (Exobiology on Mars) är ett rymdprogram inom ämnet astrobiologi av europeiska rymdorganisationen ESA och den ryska rymdbyrån Roskosmos.
Målen med ExoMars är att söka efter tecken på tidigare liv på planeten Mars,  spåra Mars vatten och geokemiska miljö, leta efter och spåra sällsynta gaser i atmosfären och dessutom demonstrera teknik inför framtida provhämtning från planeten.
Den första delen av ExoMars-programmet genomfördes 2016 när ExoMars Trace Gas Orbiter placerades i omloppsbana och landaren Schiaparelli släpptes ner. Kretsaren är i drift men landaren kraschade på planetens yta. Programmets andra del ska sändas upp 2022, när landaren Kazatjok  ska leverera strövaren Rosalind Franklin på ett vetenskapligt uppdrag som förväntas pågå till 2024 eller senare. 
I mars 2020 meddelades att Rosalind Franklin-strövaren skulle försenas till 2022 på grund av att komponenterna inte skulle bli klara i tid. Att förseningen skulle bli två år beror på att gynnsamma transferfönster mellan jorden och Mars förekommer med ungefär två års mellanrum. 28 februari 2022 meddelades att uppskjutning av strövaren troligtvis inte kommer att ske, på grund av Rysslands invasion av Ukraina. Den 17 mars samma år meddelades att strövaren pausas på obestämd framtid eftersom Ryssland omöjliggjort samarbetet i och med sitt agerande i Ukraina. I maj framkom att strövaren troligtvis inte kommer att kunna skjutas upp innan 2028, eftersom ESA nu måste utveckla en egen landare som kan föra ner strövaren till Mars yta.